# United Farmers of Alberta

Logo

De United Farmers of Alberta (UFA) is een coöperatieve landbouworganisatie met haar hoofdkantoor in de Canadese stad Calgary. De coöperatie beheert meer dan 35 vestigingen in Alberta en meer dan 100 brandstofopslagplaatsen in Alberta, Brits-Columbia en Saskatchewan. De UFA werd in 1909 opgericht.
Tussen 1921 en 1939 vormde de coöperatie tevens een politieke partij die van 1921 tot 1935 de regering van de provincie Alberta vormde. De partij leverde 3 premiers, te weten Herbert Greenfield, John Edward Brownlee en Richard Gavin Reid. Vier jaar na de verkiezingsnederlaag van 1935 trok de organisatie zich terug uit de politiek.